# Ariosoma nigrimanum
Ariosoma nigrimanum är en fiskart som beskrevs av Norman, 1939. Ariosoma nigrimanum ingår i släktet Ariosoma och familjen havsålar. Inga underarter finns listade i Catalogue of Life.